# Rue Kessler
La rue Kessler est une voie en partie piétonne du centre de Clermont-Ferrand.

## Situation et accès
Elle relie le boulevard François-Mitterrand à la rue Étienne-Dolet après avoir traversé le boulevard Côte-Blatin. La construction du parvis de l'École des beaux arts, la présence de nombreux établissements universitaires et de plusieurs résidences universitaires font de cette rue le nouveau Quartier latin clermontois.

## Origine du nom
Cette voie est nommée en référence au chimiste lorrain Jacques-Louis Kessler, installé à Clermont-Ferrand après la guerre de 1870, qui fit don de terrains à la ville dans le quartier.

## Bâtiments remarquables et lieux de mémoire

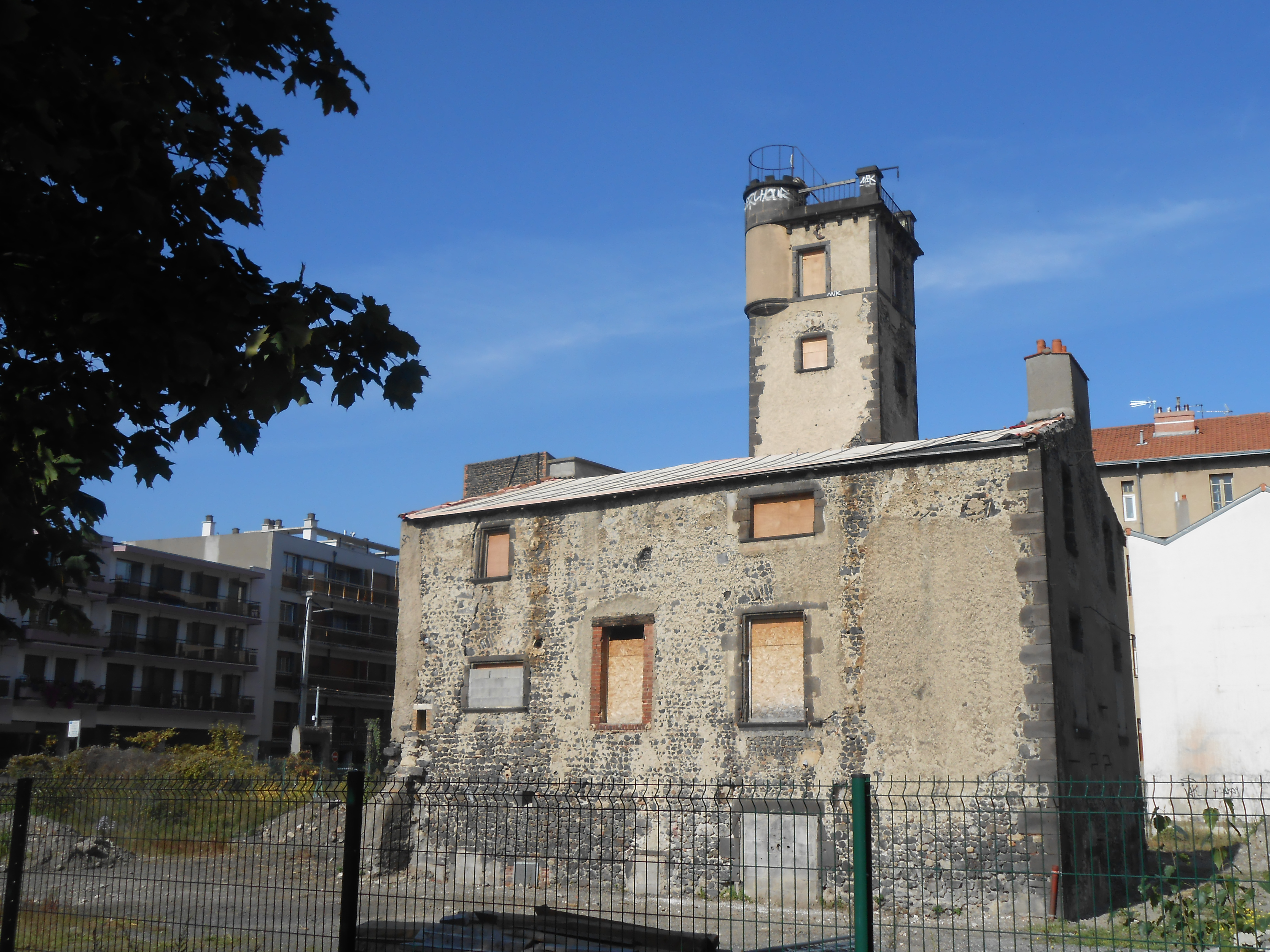
Château de Rabanesse, vue depuis la rue Kessler en 2016.

La rue Kessler part du boulevard François-Mitterrand à proximité de la présidence de l'Université Clermont-Auvergne, de la Faculté de droit et de l'École nationale des finances publiques. Elle aboutit à la Résidence universitaire du Clos Saint-Jacques.
- no 1 : Institut d'Auvergne du Développement des territoires
- no 9 : Maison internationale universitaire
- no 25 : École supérieure d'art de Clermont Métropole
- no 32 : Château de Rabanesse

Le bâtiment sis au no 5 a abrité le laboratoire Magmas et Volcans (LMV) de 1960 à 2015. Le LMV occupe désormais un bâtiment nouvellement construit sur le campus des Cézeaux, à Aubière.